# Den ægyptisk-israelske fredsaftale
Den egyptisk-israelske fredsaftale (arabisk: معاهدة السلام المصرية الإسرائيلية; Mu`āhadat as-Salām al-Masrīyah al-'Isrā'īlīyah, hebraisk: הסכם השלום בין ישראל למצרים; Heskem HaShalom Bein Yisrael LeMitzraim) blev signeret i Washington, DC, USA, 26. marts 1979, efter Camp David-aftalen i 1978. Hovedindholdet i aftalen var gensidig anerkendelse af de enkelte lande at afslutte urolighederne mellem de to lande som havde eksisteret siden Israels uafhængighedskrig og at Israel skulle trække sig helt tilbage med både militære og civile fra Sinai-halvøen, som Israel havde besat under seksdageskrigen i 1967. Aftalen inkluderede også at israelske skibe skulle passere frit gennem Suez-kanalen, og anerkendte Tiranstrædet og Akababugten som internationale vandløb.
Efter at have signeret aftalen, blev Egypten ekskluderet fra Den Arabiske Liga, og ligaens hovedkvarterer blev flyttet fra Kairo til Tunis. Anwar Sadat blev senere myrdet af medlemmer af den egyptiske hær, som havde modsat sig hans forsøg på at oprette seperatfred med Israel.